# Wonosobo Timur
Wonosobo Timur is een bestuurslaag in het regentschap Wonosobo van de provincie Midden-Java, Indonesië. Wonosobo Timur telt 5937 inwoners (volkstelling 2010).